# Diaulula nivosa
Diaulula nivosa is een slakkensoort uit de familie van de Discodorididae. De wetenschappelijke naam van de soort is voor het eerst geldig gepubliceerd in 2010 door Valdés & Bertsch.